# Anthophyllit
Anthophyllit là một khoáng vật silicat mạch, thuộc nhóm amphibol và đồng hình với cummingtonit.

## Phân bố
Anthophylit là sản phẩm biến chất các đá giàu magiê đặc biệt trong các đá mácma siêu mafic và các đá phiến sét dolomit. Nó cũng tạo thành ở dạng sản phẩm biến đổi sót lại của orthopyroxen và olivin, và là khoáng vật phụ trong các đá gơnai và đá phiến chứa cordierit. Anthophyllit cũng hình thành ở dạng khoáng vật chất từ các đá siêu mafic cùng với serpentinit. Khoáng vật này phân bố ở Pennsylvania, miền nam New Hampshire, trung Massachusetts, Franklin, North Carolina, và dãy Gravelly Range và Tobacco Root cỡ miền tây nam Montana.